# Правитель Государства
Правитель Государства — титул регента Российской Империи в 1797—1917 годах.

## История учреждения
Должность Правителя Государства была официально создана Актом о порядке престолонаследия от 5 (16) апреля 1797 года на случай вступления на престол императора до совершеннолетия, то есть, до 16 лет.
Манифест 22 августа (3 сентября) 1826 года предусматривал ещё один случай для учреждения должности: кончину императора без наследника-сына, но при беременности императрицы, а затем в случае рождения ею сына.
Тем же манифестом 1826 года предусматривалось, что назначенный распоряжением императора правитель сохраняет свою должность и в случае смерти несовершеннолетнего императора и вступления на престол следующего несовершеннолетнего наследника. Такое же указание присутствовало в манифестах 1855 и 1881 годов, но отсутствовало в манифесте 1904 года.

## Назначение Правителя
Этим законом предусматривалось два пути назначения Правителя:
1. распоряжением скончавшегося императора: последне-царствовавший император (или императрица) мог заранее назначить Правителя на случай своей смерти и малолетства наследника. В этом случае закон никак не ограничивал императора в выборе Правителя;
2. силой закона: если последне-царствовавший император заранее не назначил Правителя, то эту должность автоматически занимал отец или мать наследника, а в случае их отсутствия — ближайший совершеннолетний вероятный наследник (независимо от пола).

Отчим и мачеха наследника не могли быть Правителем.
Закон определял два условия, при которых лица, могущие автоматически занять должность Правителя, отстранялись от неё:
1. безумие хотя бы временное, и
2. вступление вдовых во второй брак во время правительства и опеки.

Ни один из четырёх назначенных распоряжением императора правитель в должность не вступил.

## Совет правительства
Тем же законом учреждался Совет правительства: «Правителю полагается Совет правительства, и как правитель без Совета, так и Совет без правителя существовать не могут».
Совет должен был состоять не более чем из 6 особ первых двух классов. Члены императорской фамилии мужского пола могли заседать в Совете, но не ранее достижения совершеннолетия, определённого в 20 лет, и не в числе 6 членов Совета. Состав Совета должен был формироваться последне-царствовавшим императором, однако если Совет заранее не был сформирован распоряжением скончавшегося императора (императрицы), то формирование его состава и кооптация новых членов возлагались на Правителя («Назначение сего Совета и выбор членов оного полагаются в недостатке другого распоряжения скончавшегося государя, ибо оному должны быть известны обстоятельства и люди»). Вплоть до 1917 года Совет правительства распоряжением императора ни разу не формировался.
В «Совет правительства входят все дела без изъятия, которые подлежат решению самого государя, и все те, которые как к нему, так и в Совет его вступают». Единственное исключение составляли дела об опеке над малолетним государем, остававшиеся прерогативой Правителя: законом устанавливалось, что «Совету же нет дела до опеки». Как полагали дореволюционные исследователи, Совет имел лишь совещательное значение, так как «правитель же имеет голос решительный».

## Опека
Тем же законом вводилось понятие опеки над персоной несовершеннолетнего императора. В законе 1797 года прямо не оговаривалось, должен ли Правитель быть одновременно и опекуном или же одному лицу должно поручаться Правительство, а другому Опека. С 1826 года, когда впервые Правитель был заранее назначен царствующим императором, правительство и опека поручались разным лицам (первое — ближайшему совершеннолетнему вероятному наследнику, второе — матери несовершеннолетнего очевидного наследника). Впоследствии это было закреплено в Основных законах Российской империи (статья 20 «Правительство и Опека учреждаются или в одном лице совокупно, или же раздельно, так что одному поручается Правительство, а другому Опека», статья 21 «Назначение Правителя и Опекуна, как в одном лице совокупно, так и в двух лицах раздельно, зависит от воли и усмотрения царствующего Императора»). Если правительство и опека не поручались распоряжением скончавшегося императора разным лицам, то силой закона опека возлагалась на то лицо, которой силой закона становилось правителем.

## Список правителей государства
В данном списке в хронологическом порядке представлены все правители государства, назначенные распоряжением императора, или определённые силой закона. Вероятные правители, определённые силой закона, выделены цветом.
| Дата назначения правителем       | Дата прекращения полномочий      | Правитель                                        | Портрет | Примечания |
| -------------------------------- | -------------------------------- | ------------------------------------------------ | ------- | --- |
| 5 (16) апреля 1797               | 19 ноября (1 декабря) 1825       | —                                                | —       | Наследник (до 12 (24) марта 1801 Александр Павлович, до 16 (28) августа 1823 Константин Павлович, затем Николай Павлович) совершеннолетний. |
| 19 ноября (1 декабря) 1825       | 22 августа (3 сентября) 1826     | Императрица Александра Феодоровна (1798–1860)    |         | Как мать несовершеннолетнего наследника силой закона могла стать правительницей и опекуншей. Полномочия вероятной правительницы прекращены в связи с назначением правителем великого князя Михаила Павловича. Тогда же на случай смерти императора была назначена опекуншей несовершеннолетних детей императора (полномочия прекращены 13 (25) октября 1852 в связи совершеннолетием последнего из них). |
| 22 августа (3 сентября) 1826     | 19 ноября (1 декабря) 1841       | Великий князь Михаил Павлович (1798–1849)        |         | Первый случай назначения правителя. На момент назначения правителем – второй в линии наследования престола после своего малолетнего племянника; после рождения младших сыновей императора Николая I Константина (9 (21) сентября 1827) – третий, Николая (27 июля (8 августа) 1831) – четвёртый и Михаила (13 (25) октября 1832 – пятый в линии наследования престола. Полномочия правителя прекращены в связи с совершеннолетием наследника.                                                                                           |
| 19 ноября (1 декабря) 1841       | 18 февраля (2 марта) 1855        | —                                                | —       | Наследник совершеннолетний. |
| 18 февраля (2 марта) 1855        | 21 мая (2 июня) 1855             | Императрица Мария Александровна (1824–1880)      |         | Как мать несовершеннолетнего наследника силой закона могла стать правительницей и опекуншей. Полномочия вероятной правительницы прекращены в связи с назначением правителем великого князя Константина Николаевича. Тогда же на случай смерти императора была назначена опекуншей несовершеннолетних детей императора (полномочия должны были прекратиться 21 сентября (3 октября) 1880 в связи совершеннолетием последнего из них, но Мария Александровна умерла до этого (22 мая (3 июня) 1880)).                                     |
| 21 мая (2 июня) 1855             | 8 (20) сентября 1859             | Великий князь Константин Николаевич (1827–1892)  |         | Второй случай назначения правителя. На момент назначения правителем – пятый в линии наследования престола после своих малолетних племянников Николая, Александра, Владимира и Алексея Александровичей; после рождения ещё одного сына императора Александра II Сергея (29 апреля (11 мая) 1857) – шестой в линии наследования. Полномочия правителя прекращены в связи с совершеннолетием наследника. |
| 8 (20) сентября 1859             | 1 (13) марта 1881                | —                                                | —       | Наследник (до 12 (24) апреля 1865 Николай Александрович, затем Александр Александрович) совершеннолетний. |
| 1 (13) марта 1881                | 14 (26) марта 1881               | Императрица Мария Феодоровна (1847–1928)         |         | Как мать несовершеннолетнего наследника силой закона могла стать правительницей и опекуншей. Полномочия вероятной правительницы прекращены в связи с назначением правителем великого князя Владимира Александровича. Тогда же на случай смерти императора была назначена опекуншей несовершеннолетних детей императора (полномочия прекратились 27 июля (9 августа) 1899 в связи совершеннолетием последнего из них). |
| 14 (26) марта 1881               | 6 (18) мая 1884                  | Великий князь Владимир Александрович (1847–1909) |         | Третий случай назначения правителя. На момент назначения правителем – четвёртый в линии наследования престола после своих малолетних племянников Николая, Георгия и Михаила Александровичей. Полномочия правителя прекращены в связи с совершеннолетием наследника. |
| 6 (18) мая 1884                  | 30 июля (12 августа) 1904        | —                                                | —       | Наследник (до 20 октября (1 ноября) 1894 Николай Александрович, до 28 июня (10 июля) 1899 Георгий Александрович, затем Михаил Александрович) совершеннолетний. |
| 30 июля (12 августа) 1904        | 1 (14) августа 1904              | Императрица Александра Феодоровна (1872–1918)    |         | Как мать несовершеннолетнего наследника силой закона могла стать правительницей и опекуншей. Полномочия вероятной правительницы прекращены в связи с назначением правителем великого князя Михаила Александровича. Тогда же на случай смерти императора была назначена опекуншей несовершеннолетних детей императора (полномочия должны были прекратиться 5 (18) июня 1921 в связи совершеннолетием последней из дочерей, если бы до этого она не вступила в брак, но Александра Феодоровна и все её дети были убиты 4 (17) июля 1918). |
| 1 (14) августа 1904              | 30 декабря 1912 (12 января 1913) | Великий князь Михаил Александрович (1878–1918)   |         | Четвёртый случай назначения правителя. На момент назначения правителем – второй в линии наследования престола после своего малолетнего племянника. Полномочия правителя должны были прекратиться 30 июля (12 августа) 1920 в связи с совершеннолетием наследника, однако, в связи с морганатическим браком был досрочно освобождён от возложенных обязанностей. |
| 30 декабря 1912 (12 января 1913) | 2 (15) марта 1917                | Императрица Александра Феодоровна (1872–1918)    |         | Как мать несовершеннолетнего наследника силой закона могла стать правительницей. В случае если правитель не был бы назначен, полномочия вероятной правительницы должны были прекратиться 30 июля (12 августа) 1920 в связи с совершеннолетием наследника, однако 2 (15) марта 1917 император Николай II передал престол своему брату в обход наследника, хотя первоначально планировал отречься в пользу сына при регентстве бывшего правителя Михаила Александровича.                                                                  |

## После 1917 года
Как полагают некоторые исследователи (Василий Цветков, Андрей Зубов) титул «Верховный Правитель», который принял 18.11.1918 года А. В. Колчак восходил к должности Правителя Государства, учреждённой в 1797 году.